# Municipio de Hagar
El municipio de Hagar (en inglés: Hagar Township) es un municipio ubicado en el condado de Berrien en el estado estadounidense de Míchigan. En el año 2020 tenía una población de 3243 habitantes y una densidad poblacional de 66,99 personas por km².

## Geografía
El municipio de Hagar se encuentra ubicado en las coordenadas 42°11′26″N 86°22′16″O / 42.19056, -86.37111. Según la Oficina del Censo de los Estados Unidos, el municipio tiene una superficie total de 48.41 km², de la cual 47,56 km² corresponden a tierra firme y (1,75 %) 0,85 km² es agua.

## Demografía
Según el censo de 2010, había 3671 personas residiendo en el municipio de Hagar. La densidad de población era de 75,84 hab./km². De los 3671 habitantes, el municipio de Hagar estaba compuesto por el 91,42 % blancos, el 3,65 % eran afroamericanos, el 0,65 % eran amerindios, el 0,44 % eran asiáticos, el 1,83 % eran de otras razas y el 2,02 % eran de una mezcla de razas. Del total de la población el 3,46 % eran hispanos o latinos de cualquier raza.